# グローサー・クルフュルスト (戦艦)
グローサー・クルフュルスト (SMS Großer Kurfürst) は、ドイツ帝国海軍の戦艦。ケーニヒ級戦艦の2番艦。艦名は大選帝侯フリードリヒ・ヴィルヘルムにちなむ。

## 艦歴
ハンブルクのフルカン・シュテッティン社の造船所で建造された。1911年10月起工。1913年5月5日進水。1914年7月30日就役。
第一次世界大戦開戦後、1916年4月25日のローストフトやヤーマス砲撃や、イギリス沿岸への機雷敷設作戦時に遠距離護衛部隊として出撃した。
1916年6月1日のユトランド沖海戦時は大洋艦隊の第3戦艦戦隊に所属しており、8発の命中弾を受けて死者15名負傷者10名を出した。修理には6週間を要し、1916年7月17日に艦隊に復帰した。
1916年11月5日、デンマーク西岸沖でイギリス潜水艦J1に雷撃され、修理に3ヶ月を要する損害を負った。ドックから出た直後の1917年2月9日、グローサー・クルフュルストはキールの近くで座礁した。3月5日、戦艦クローンプリンツと衝突。艦首を損傷し修理に2週間費やした。10月、グローサー・クルフュルストはエーゼル島とダゲー島攻略を目的としたアルビオン作戦に参加。作戦中に触雷し、6週間ドック内で過ごすことになった。1918年4月25日、北海への出撃からの帰還時にヴィルヘルムスハーフェン沖で座礁。ただ、修理は1週間以内に済んだ。5月30日、今度はヘルゴラント島近海で座礁した。8月中旬に復帰したが、以後活動はなかった。
戦後スカパ・フローに抑留され、1919年6月21日に自沈した。1933年4月に引き揚げられ、ロサイスで解体された。